# Эклс, Джон (композитор)
Джон Эклз (англ. John Eccles; около 1668, Лондон — 12 января 1735, Кингстон-апон-Темс, Лондон) — английский композитор, придворный музыкант. Старший брат композитора и скрипача-виртуоза Генри Эклза.

## Биография
В 1690-е годы приобрёл известность театральной музыкой. С 1693 года был композитором театра Друри-Лейн, где пользовался успехом его диалог в «Ричмондской Наследнице» (англ. The Richmond Heiress) (1693). С 1695 года — музыкальный директор театра Lincoln’s Inn Fields. Известна его музыка к постановкам пьес Шекспира «Макбет», Уильяма Конгрива «Любовью за любовь», Джона Драйдена «Испанский монах», Томаса Дюрфе «Дон Кихот» (по Сервантесу; вместе с Генри Пёрселлом). В целом написал музыку примерно к 12 театральным и оперным спектаклям и более чем к 50 номерам. Последними его произведениями (по жанрам) были:
- 1701 — опера The Judgement of Paris;
- 1701 — ода ко дню Св. Цецилии;
- 1706 — драматическая опера «Британские чародеи» (англ. The British Enchanters; основана на «Amadis» Ж.-Б. Люлли)

Эклзу принадлежит также опера «Семела» (1707) на либретто Конгрива (при жизни композитора не была поставлена; либретто Конгрива послужило основой для одноимённой оратории Генделя). В этом произведении Эклз использовал чувственный английский речитатив по типу итальянского secco. Опубликовал 2 сборника песен (арий) — «A sett of airs made for the Queen’s coronation» (Лондон, 1702) и «A Collection of songs for one, two and three voices» (Лондон, 1704). 
Многие оперные арии и вокальные пьесы Эклз писал в расчёте на голос певицы Энн Брейсгердл. С XVIII века поныне Эклзу приписывается популярный кэтч (на обсценный текст) «My man John».
С 1694 года входил в состав личного королевского музыкального ансамбля. В 1700 году получил почётную должность Мастера королевской музыки.
В значительной степени из-за неудачи с «Семелой» Эклз разочаровался в музыкальной жизни Лондона, где стала превалировать итальянская опера. После 1707 года он продолжал сочинять музыку по своей официальной должности, включая оды и другие работы для монарха, но эти произведения оказались менее значительными.

## Интересные факты
За почти 400-летнюю историю (с 1625 года) Джон Эклз исполнял должность «Мастер королевской музыки» дольше всех — 35 лет, и он единственный, кто служил четырём монархам — Вильгельму III, Анне, Георгу I и Георгу II. Этот «рекорд», по-видимому, навсегда останется в истории: нынешний Мастер королевской музыки сэр Питер Максвелл Дэвис впервые назначен на десятилетний период (до 2014), а не пожизненно, как было принято ранее.